# Egira nicalis
Egira nicalis är en fjärilsart som beskrevs av Smith 1909. Egira nicalis ingår i släktet Egira och familjen nattflyn. Inga underarter finns listade i Catalogue of Life.